# اندازه تجربی
در تئوری احتمال، اندازه تجربی (به انگلیسی: Empirical measure)، اندازه تصادفی است که از تحقق خاصی از یک دنباله (معمولا محدود) از متغیرهای تصادفی ناشی می‌شود. تعریف دقیق در زیر آمده است. اندازه‌های تجربی مربوط به آمار ریاضی هستند.